# Henry Tazewell
Henry Tazewell (ur. 27 listopada 1753, zm. 24 stycznia 1799) – amerykański prawnik i polityk.
W 1794 roku został wybrany do Senatu Stanów Zjednoczonych, gdzie zasiadał jako przedstawiciel stanu Wirginia do śmierci w 1799 roku. W 1795 roku pełnił funkcję przewodniczącego pro tempore Senatu Stanów Zjednoczonych.